# Ines Obex-Mischitz
Ines Obex-Mischitz (* 9. Mai 1965 in Klagenfurt) ist eine österreichische Politikerin der SPÖ und war von 2009 bis 2018 Abgeordnete zum Kärntner Landtag.
Ines Obex-Mischitz besuchte nach der Volksschule vier Jahre das Gymnasium und war danach fünf Jahre an einer Handelsakademie, an der sie 1984 maturierte. Sie ist beruflich als Leiterin der Bauarbeiter Urlaubs- und Abfertigungskasse Kärnten (BUAK) tätig. Nach dem Rückzug von Arnold Auer rückte sie am 1. Oktober 2009 als Abgeordnete in den Kärntner Landtag nach, wo sie im Kärntner Landtag die Funktionen als SPÖ Sozial- und Gesundheitssprecherin und den Vorsitz im Ausschuss für Gesundheit, Umwelt, Krankenanstalten und Frauen übernommen hat.
Als Landtagsabgeordnete hat sie als erste Politikerin eine Webseite in beiden Kärntner Amtssprachen – deutschsprachig und slowenisch. Diese erste politische Website dieser Art wurde von der Kärntner Kommunikationsagentur „IdeenFeld“ sozio-technisch und zweisprachig mit dem Open-Source-Projekt Drupal umgesetzt. Damit setzt die Landtagsabgeordnete ein deutliches Zeichen politischer Kultur in Kärnten.
Obex-Mischitz ist verheiratet und Mutter zweier Söhne. Sie lebt in Klagenfurt-Wölfnitz.